# Ashtin Zamzow-Mahler
Ashtin Zamzow-Mahler (* 13. August 1996 in Goliad, Texas als Ashtin Zamzow) ist eine US-amerikanische Leichtathletin, die sich auf den Siebenkampf spezialisiert hat.

## Sportliche Laufbahn
Ashtin Zamzow-Mahler besuchte ab 2014 die Texas A&M University und siegte 2015 mit 5462 Punkten bei den Panamerikanischen Juniorenmeisterschaften in Edmonton. Sie wechselte an die University of Texas at Austin und wurde 2019 NCAA-Collegemeisterin im Siebenkampf. 2022 musste sie bei den NACAC-Mehrkampfmeisterschaften in Toronto ihren Wettkampf vorzeitig beenden und startete anschließend bei den Weltmeisterschaften im heimischen Eugene, bei denen sie mit 5974 Punkten den elften Platz im Siebenkampf belegte. 

## Persönliche Bestleistungen
- Siebenkampf: 6291 Punkte, 15. Mai 2021 in Azusa
  - Fünfkampf (Halle): 4294 Punkte, 8. März 2019 in Birmingham